# Żurrieq
Żurrieq (ook wel Iż-Żurrieq, uitspraak: zoerrie') is een dorp en tevens gemeente in het zuiden van Malta, gelegen op 6,8 kilometer van de hoofdstad Valletta. Het is een van de oudste dorpen van het land en met ongeveer 9816 inwoners (november 2005) het grootste van Zuid-Malta. Żurrieq werd in 1436 een zelfstandige parochie, gewijd aan Catharina van Alexandrië. Onder het bestuur van de gemeente Żurrieq valt tevens het eiland Filfla.
Żurrieq bevat talloze ruïnes en overblijfselen die terug zijn te leiden tot aan de Bronstijd; verder zijn er Punische Graftomben en een onbegrepen vrijstaand bouwwerk zonder binnenmuren, met een Egyptische kroonlijst; misschien een restant van de tempel van Melqart die Ptolemaeus in de 2e eeuw beschrijft. In het dorp bevinden zich diverse bouwwerken uit de 15de en 16de eeuw. Bekende toeristertrekpleisters in en nabij het dorp zijn de Xarolla-molen uit 1724; deze is in 1992 gerestaureerd en is anno 2009 de enige op Malta die werkt. Nog bekender is de Blauwe Grot (Blue Grotto) iets ten westen van de haven die op een paar honderd meter van het dorp ligt. De naam van het dorp is mogelijk afgeleid van het Semitische woord Soroq wat blauw betekent en naar de grot zou verwijzen.
De jaarlijkse festa op de eerste zondag van september staat bekend vanwege de mooie vuurwerkshow en het indrukwekkende beeld dat door de straten van Żurrieq wordt gedragen. Een kleiner dorpsfeest ter ere van Maria wordt gevierd op de eerste zondag na 16 juli.

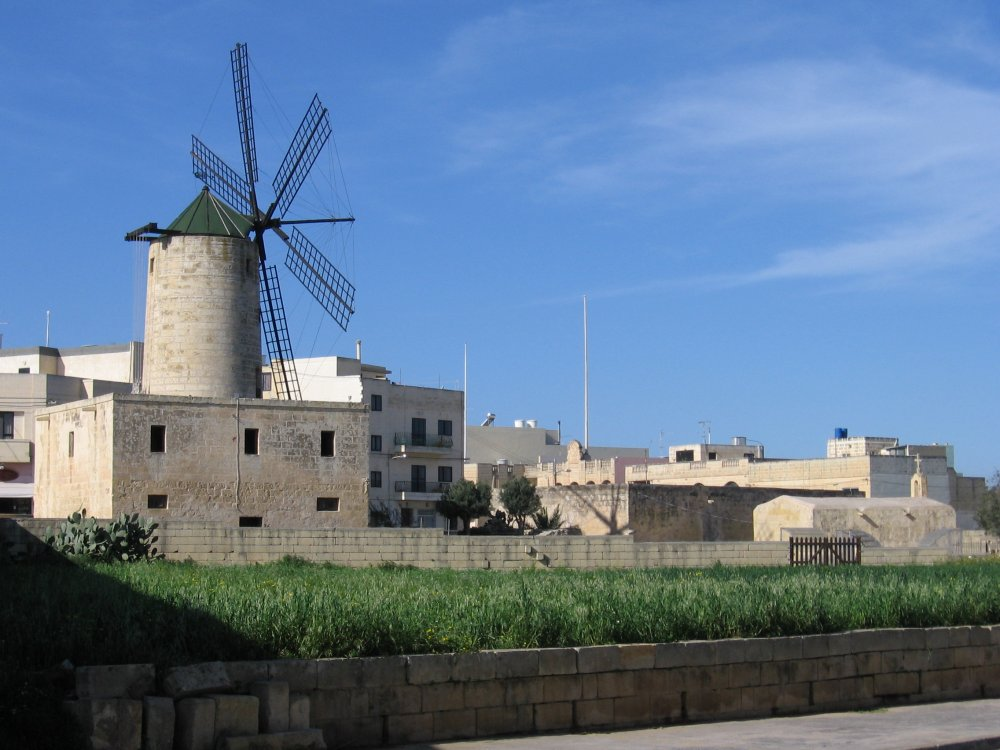
De Xarolla-molen in Żurrieq